# 深山靖宙
深山 靖宙（みやま やすひろ）は、日本の漫画家。別名義に「ぷよん」。

## 略歴
2006年、雑誌『電撃萌王』にてライトノベル『乃木坂春香の秘密』のコミカライズを手掛け、名を広める。
2008年から2009年、ぷよん名義で成人向け漫画雑誌『コミックホットミルク』にて『ナニみてはねる?』を不定期連載。
2011年から『電撃G's magazine』にて『Baby Princess』のコミカライズを手掛ける。
2013年から『月刊コンプエース』にて『艦隊これくしょん -艦これ-』のコミカライズを手掛ける。
2017年から『電撃G'sコミック』にて『魔法使いの印刷所』を連載。
2022年から『FLOS COMIC』にて『盲目の織姫は後宮で皇帝との恋を紡ぐ』を連載。

## 作品リスト

### 一般向け
いずれも深山靖宙名義。
- 『乃木坂春香の秘密』メディアワークス〈電撃コミックス〉全4巻（原作：五十嵐雄策、キャラクターデザイン：しゃあ、『電撃萌王』2006年10月号[2] - 2010年8月号[3]）
- 『Baby Princess』アスキー・メディアワークス〈電撃コミックス〉全3巻（原作：公野櫻子、キャラクターデザイン：みぶなつき、『電撃G's magazine』2011年5月号[4] - 2013年8月号[5]）
- 『艦隊これくしょん -艦これ- 水雷戦隊クロニクル』KADOKAWA〈角川コミックス・エース〉全3巻（原作：角川ゲームス、『月刊コンプエース』2014年1月号 - 2016年11月号）
- 『魔法使いの印刷所』KADOKAWA〈電撃コミックスNEXT〉全6巻（原作：もちんち、『電撃G'sコミック』2017年11月号[6] - 『ComicWalker』2021年4月30日[7]）
  1. 2018年5月26日発売[8]、ISBN 978-4-04893-895-2
  2. 2018年11月24日発売[9]、ISBN 978-4-04912-186-5
  3. 2019年8月26日発売[10]、ISBN 978-4-04912-699-0
  4. 2020年3月27日発売[11]、ISBN 978-4-04913-098-0
  5. 2020年11月27日発売[12]、ISBN 978-4-04913-543-5
  6. 2021年8月27日発売[13]、ISBN 978-4-04913-908-2
- 『盲目の織姫は後宮で皇帝との恋を紡ぐ』KADOKAWA〈FLOScomic〉既刊4巻（原作：小早川真寛、『FLOS COMIC』2022年9月2日）
  1. 2023年1月16日発売[14]、ISBN 978-4-04-681020-5
  2. 2023年9月14日発売[15]、ISBN 978-4-04-682742-5
  3. 2024年5月17日発売[16]、ISBN 978-4-04-683558-1
  4. 2025年1月17日発売[17]、ISBN 978-4-04-684129-2

### 成人向け
- ナニみてはねる？（『コミックホットミルク』Vol.1[18][19] - ） - ぷよん名義、未単行本化。

## 外部サイト
- P=n+G